# Ламберт из Осера
Ламберт из Осера (Ламберт Осерский) (фр. Lambert d'Auxerre; XIII век) — доминиканец, философ-логик.
На философию Ламберта оказали влияние лекции Уильяма из Шервуда в Париже. Наиболее известное произведение — «Summa Lamberti» («Summa logicae», «Logica») (рукопись хранится в Парижской библиотеке). Работа была написана примерно к середине 1250-х годов и стала впоследствии авторитетным в Европе учебником логики.
Был знаком с арабской философией, пользовался также компендием аристотелевой логики Михаила Пселла.